# Barbacoas
Barbacoas ist eine Gemeinde (municipio) im Departamento Nariño in Kolumbien.

## Geografie
Barbacoas liegt in der Provinz Tumaco-Barbacoas im Departamento de Nariño auf einer Höhe von 36 m ü. NN, 236 km von Pasto entfernt in der pazifischen Region am Fuß der Westkordillere der kolumbianischen Anden und hat eine Durchschnittstemperatur von 26° C. Die Gemeinde grenzt im Norden an Magüí Payán, im Osten an Los Andes, La Llanada, Samaniego und Ricaurte, im Süden an Ricaurte sowie die Provinz Carchi in Ecuador und im Westen an Tumaco und Roberto Payán.
Gemeindegliederung
Barbacoas ist im städtischen Teil in zehn Viertel (barrios) unterteilt:
- San Antonio
- La Loma
- Guayabal
- El Capricho
- Nueva Granada
- Catalina Nueva
- Paso Grande
- Bello Horizonte
- Uribe Uribe
- San Carlos

Im ländlichen Teil ist die Gemeinde in vier besiedelte Zentren (centros poblados), ein Corregimiento und 15 Indianerreservate (resguardos indígenas) unterteilt:
Centros poblados:
- Altaquer
- Diviso
- Junín
- Buenavista

Corregimiento:
- Chalalvi

Resguardos indígenas
- Cuambi Yas Lambi
- Pingullo Sardinero
- La Falda Cuas Bil
- Gran Sábalo
- Saunde Guiguay
- Guelmabi Caraño
- Tronqueria Pulgande Palicito
- Chagüi Chimbuza
- Nunabi Alto Ulbí
- Pipalta Palbí Yaguapí
- Piedra Verde
- Tortugaña Punde Brava
- Palví Yagualpí
- Hojal La Turbia
- Alto Albí

## Bevölkerung
Die Gemeinde Barbacoas hat 41.306 Einwohner, von denen 17.807 im städtischen Teil (cabecera municipal) der Gemeinde leben (Stand: 2019).

## Geschichte
Auf dem Gebiet des heutigen Barbacoas lebten bei der Ankunft der Spanier die indigenen Völker der Barbacoas, Telembies und Iscuandes. Das Gebiet war wegen großer Goldvorkommen bei den Spaniern begehrt, die die indigenen Völker bekämpften, um 1600 besiegten und ab 1612 im neu gegründeten Ort Santa Maria del Puerto de los Barbacoas ansiedelten. Seit 1916 hat Barbacoas den Status einer Gemeinde.

## Wirtschaft
Die wichtigsten Wirtschaftszweige von Barbacoas sind Landwirtschaft, Tierhaltung, Bergbau und Handel. Barbacoas hat die größten Goldfördermengen von Nariño.

## Infrastruktur
Durch den Süden der Gemeinde Barbacoas und das Corregimiento Junín führt die Fernstraße, die Pasto mit Tumaco verbindet. Der Hauptort ist von Junín aus über eine nicht asphaltierte Straße zu erreichen. Barbacoas verfügt über einen Flusshafen am Río Telembí.

## Söhne und Töchter der Stadt
- Mateo Cassierra (* 1997), Fußballspieler